# Miami Crisis
Miami Crisis (マイアミクライシス) est un jeu vidéo d'aventure développé par Hudson Soft et sorti en 2009 sur Nintendo DS.

## Système de jeu
Le jeu propose deux personnages jouables à différents moments de la partie, Lawrence Martin, policier infiltré dans un cartel, et Sara Starling, agente du FBI spécialisée en médecine légale. Il alterne entre des phases de shoot où le joueur doit tuer le maximum d'ennemis présents à l'écran, les phases de course-poursuite qui testent les réflexes en phase d'évitement, et d'autres mini-jeux comme du piratage informatique et de la médecine légale, voire du poker ou du sudoku comme contenu additionnel. Les phases d'enquête sont principalement l'occasion pour le joueur de faire avancer l'histoire par des dialogues et d'entrer dans les bons endroits pour récupérer des indices essentiels à la résolution de l'enquête,. 

## Accueil
Dès sa sortie, le jeu reçoit un avis mitigé. Jeuxvideo.com lui décerne la note de 11, appréciant les phases de tirs et l'accessibilité du titre, mais déplorant un manque de profondeur de l'histoire et une mauvaise jouabilité pour les autres phases du jeu. Gamekult lui donne la note de 5, soulignant l'originalité du titre et l'alternance entre les deux personnages jouables, mais déplorant également une jouabilité limitée et un manque de profondeur de l'histoire. L'agrégateur de critiques Metacritic lui décerne la note de 56, la presse spécialisée pointant surtout une faiblesse du contenu proposé par le jeu, un manque de profondeur de l'histoire, et une pauvre exécution générale, même si certains testeurs pointent toutefois le jeu comme intéressant tant du point de vue du gameplay que de l'histoire de manière générale. 